# Ixchela taxco
Espèce
Ixchela taxco est une espèce d'araignées aranéomorphes de la famille des Pholcidae.

## Distribution
Cette espèce est endémique du Guerrero au Mexique,.

## Description
Le mâle holotype mesure 7,90 mm et la femelle 9,30 mm.

## Étymologie
Son nom d'espèce lui a été donné en référence au lieu de sa découverte, Taxco de Alarcón.

## Publication originale
- Valdez-Mondragón, 2013 : Taxonomic revision of the spider genus Ixchela Huber, 2000 (Araneae: Pholcidae), with description of ten new species from Mexico and Central America. Zootaxa, no 3608 (5), p. 285-327.